# Астианакт
Астианакт (др.-греч. Ἀστυάναξ, «владыка города») или Скамандрий — в древнегреческой мифологии сын Гектора и Андромахи.
По наиболее распространённой версии, после взятия Трои ребёнок Астианакт был сброшен с башни города. Согласно Лесху, его сбросил Неоптолем. Согласно Арктину, это сделал Одиссей.
Ему была посвящена трагедия Акция «Астианакт». Действующее лицо в трагедии Еврипида «Троянки».
Скамандрий — имя Астианакта у Гомера. Согласно версии Гелланика, Неоптолем отпустил его из Трои, он прибыл к Асканию. Согласно Гелланику, вместе с Асканием основал Арисбу. Вместе с Асканием переселил жителей из Палеоскепсиса в новый Скепсис. Их потомки долго правили в Скепсисе. Согласно Ксанфу Лидийскому, привел фригийцев из области берекинтов и из Аскании. Согласно Анаксикрату, прибыл к Танаису.
В цикле фантастических романов Филипа Фармера «Мир Реки» воскрешённый инопланетной цивилизацией Астианакт выступает как один из главных героев.